# Pseudendestes lawrencei
Pseudendestes lawrencei là một loài bọ cánh cứng trong họ Zopheridae. Loài này được Pal miêu tả khoa học năm 1984.